# Murális művészet

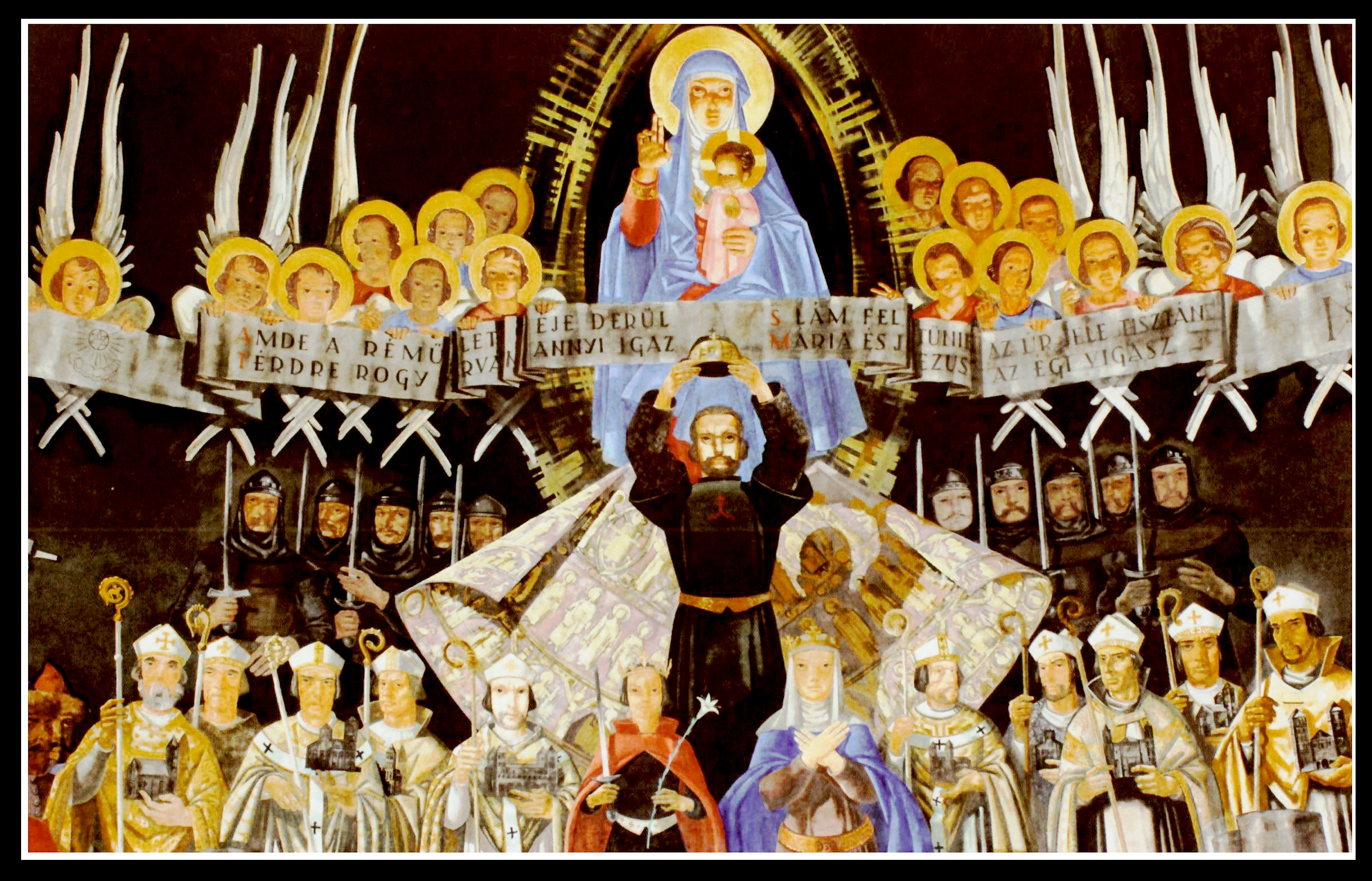
Aba-Novák Vilmos secco a Pannonhalmi apátság közelében álló millenniumi emlékkápolna körfalán, amelyen a Szent István-i államalapítást szimbolizálja. A secco 1937-ben elnyerte a párizsi Világkiállítás, 1940-ben pedig a XXII. velencei biennále nagydíját

A murális művészet a képzőművészetnek az az ága, mely közvetlenül fal, mennyezet, vagy más állandó építészeti felület díszítését szolgálja. A szűkebb értelemben vett muráliák közé a festékkel készült képek tartoznak, mint a freskó és a szekkó, de ide sorolhatók a falat díszítő egyéb technikák is, mint például a sgraffito, a kerámia, a mozaik, a stukkó, a stuccolustro, a dekoratív téglafalak, illetve a marouflage. Határesetként a graffiti, a stencilezés és az óriásposzter is megemlítendő.

## Története
Néhány fajta murális alkotás egészen az őskorig nyúlik vissza, mint a dél-franciaországi Lascaux-i barlang festményei i.e. 18 000 tájáról, vagy a híres altamirai barlangrajzok. Sok régi falkép maradt fent az egyiptomi sírokban és Pompeiiben.
Maga a kifejezés a mexikói „muralista” művészeti mozgalommal (Diego Rivera, David Siqueiros vagy José Orozco) vált közismertté. Sok különböző stílusa és technikája van. A leginkább ismert közülük valószínűleg a freskó, amelynél porfestéket kevernek össze mészvízzel, és ezzel festenek gyorsan a még friss, nedves vakolatra nagy felületeken. A színek a száradással kivilágosodnak. A marouflage technikát szintén évezredek óta alkalmazzák.
A mai murális festmények többféle módon készülnek, olajbázisú vagy vízben oldható anyagokkal. A stílusok az absztrakttól a trompe-l’œil-ig (francia kifejezés, „a szem becsapása”) terjednek. Az 1980-as években olyan művészek hatására, mint Graham Rust vagy Rainer Maria Latzke, a trompe-l'oeil festészet reneszánszát élte magán- és középületekben, Európa-szerte.
Manapság a murális alkotások elterjedését szélesebb körben tették lehetővé azok a technikák, amikor egy festményt vagy fényképet poszter papírra vagy vászonra másolnak át, és ezt rögzítik a fal felületére (ld. plakát), hogy kézzel készített falfestmény, vagy valódi látvány hatását imitálják.

## Technikái

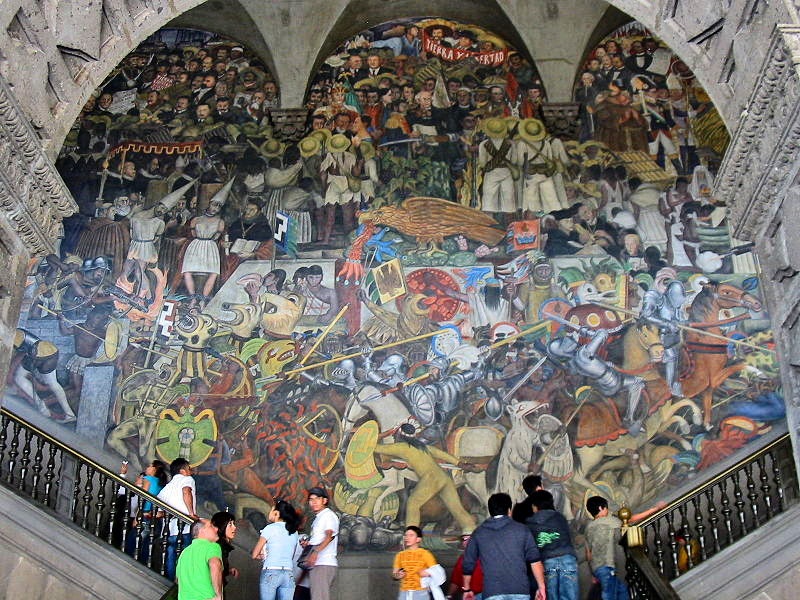
Diego Rivera: Mexikó történelme (Nemzeti Palota, Mexikóváros)

- A freskó, mely az olasz affresco szóból ered (ami pedig a fresco, ’friss’ melléknévből származik), az a falfestési technika, amelynek lényege, hogy mészvízben eloszlatott pigmenttel festenek a nedves, friss vakolatra. A festék beszívódik a nedves habarcsba; pár óra elteltével a vakolat megszárad. A mész megkötése rögzíti a festékszemcséket a vakolatban. Ezután a festmény hosszú ideig, akár évszázadokig friss és ragyogó színekben pompázik.

- A szekkó (al secco, olasz, jelentése ’szárazon’) egyszerűbb, gyorsabb falfestési technika, mint a freskó. A szekkó esetében a festő a száraz vakolaton dolgozik a táblaképfestőkéhöz hasonló anyagokkal, technikával. A festékszemcsék szerves kötőanyagban kerülnek a vakolat felszínére. Mivel a szemcsék a vakolatba ágyazódás helyett a fal felületén vannak, ezek a festmények kevésbé időtállóak, mint a freskók. Előfordul, hogy a freskó és a szekkó technikát együttesen használják ugyanazon a művön.

- A mezzo-fresco már majdnem száraz vakolatra készül, amit a 16. század Ignazio Pozzo úgy ír le, hogy „elég kemény ahhoz, hogy a hüvelykujjnak ne maradjon nyoma rajta”, így a pigment csak kicsit hatol a vakolatba. A 16. század végére ez a megoldás javarészt kiszorította a hagyományos „buon fresco” módszert. Olyan művészek használták, mint Gianbattista Tiepolo, vagy Michelangelo. Ez a technika – bár csak korlátozottan – magába ötvözte a szekkó-készítés előnyeit.
- A sgraffito szintén olasz eredetű, és jól kifejezi a módszert: a sgraffiare bevésést, bekarcolást jelent. Itt a díszítés úgy történik, hogy a rétegesen egymásra dolgozott, különböző színű vakolatok felső, még nedves rétegét lekaparják, és így láthatóvá válik az alatta levő, eltérő színű (általában sötétebb) másik vakolat. Ez az időjárásnak igen jól ellenáll, így főleg épületek külső homlokzatán találkozhatunk vele. Már az itáliai reneszánsz is ismerte ezt a technikát. Magyarországon az ún. pártázatos reneszánsz idejében terjedt el, különösen a Felvidéken. A 19. század végétől újra kedveltté vált. A budapesti  Képzőművészeti Egyetem épülete is ilyen díszítéssel készült. A 20. század közepén a szocreál épületeken is előszeretettel alkalmazták.
- A görög-római időkben a falfestészetben gyakran a viaszfestést alkalmazták, amikor az őrölt színezéket olvadt méhviaszba vagy gyantába keverték, és forró állapotban használták.
- A 16. századi Európában a vászonra készült olajfestmény volt a murális festészet egyik módszere. Ennek az volt az előnye, hogy a műalkotás a festő műtermében készülhetett el, ahonnan később átszállították rendeltetési helyére, és a falhoz vagy mennyezethez rögzítették. Az olajfesték nem igazán megfelelő anyag falfestményekhez, mivel hiányzik belőle a színek ragyogása, továbbá a pigmentek megsárgulnak a kötőanyagtól, és könnyen hatnak rájuk a környezeti viszonyok. A vászon maga szintén jobban ki van téve a gyors pusztulásnak, mint a mögötte levő vakolat.

## A murális művészet jelentősége

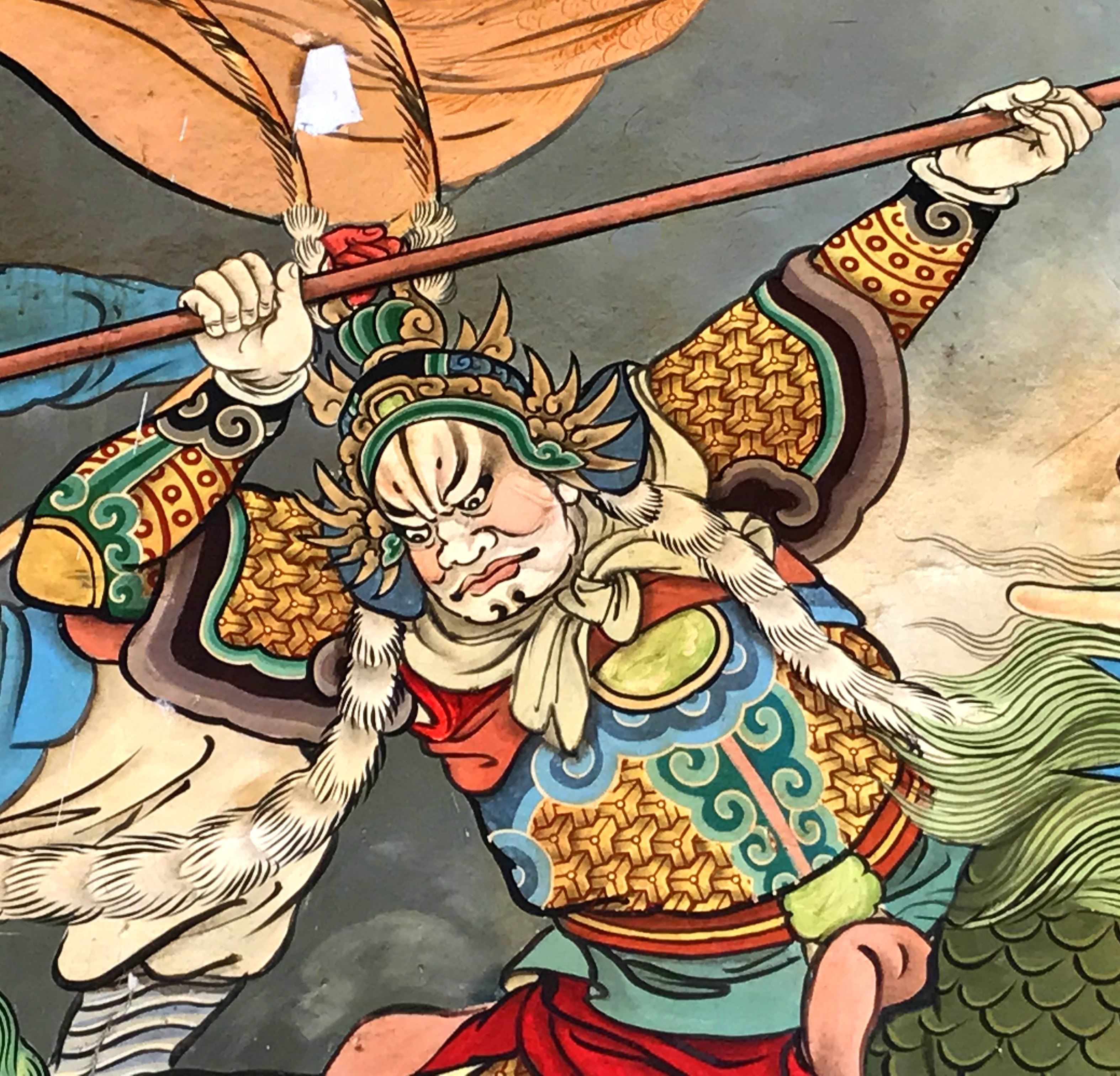
Falfestmény a tajpeji Dalongdong Baoan templomban

A murális alkotások azért fontosak, mert a művészetet eljuttatják a közösségi térbe. A méret, az alkotás előállításához szükséges költségek és munka miatt a muralistákat gyakran egy szponzor szerződteti. Ez lehet a helyi önkormányzat, vagy egy helybéli vállalkozás, de sok alkotás létrejöttét alapítványok és ösztöndíjak tették lehetővé. A murális művész munkája sokkal szélesebb körű közönséghez jut el, mintha egy galériában lenne kiállítva. A város az alkotás szépségéből profitál.
Egy murália könnyen lehet viszonylag hatásos eszköz a társadalmi emancipáció, vagy bizonyos politikai célok eléréséhez. Gyakran törvénysértő módon hozzák létre őket, vagy helyi bárok és „coffee shop”-ok anyagi segítségével. A festmények vizuális hatásai sokszor csaliként szolgálnak, hogy ráirányítsák a figyelmet bizonyos társadalmi kérdésekre. Az állam által támogatott nyilvános művészeti kifejezési formákat – jelen esetben a murális alkotásokat – gyakran alkalmazzák a totalitárius rendszerek, a tömeg befolyásolására és propagandára. Ezen képek propagandista jellege ellenére némelyikük művészi értéket is képvisel.
Világhírű murális képek találhatók Mexikóban, New Yorkban, Philadelphiában, Belfastban, Derryben, Los Angelesben, Nicaraguában, Kubában és Indiában.  Ezek fontos szerepet töltöttek be a társadalmi, etnikai, vagy rasszista módon megosztott társadalmak tagjai közti kommunikációban a konfliktusok idején. Szintén hatásos eszköznek bizonyultak a párbeszéd létrehozásában, és így a szembenállás hosszútávú megoldásában.

## Fordítás
- Ez a szócikk részben vagy egészben  a   Mural című angol Wikipédia-szócikk ezen változatának fordításán alapul.  Az eredeti cikk szerkesztőit annak laptörténete sorolja fel. Ez a jelzés csupán a megfogalmazás eredetét és a szerzői jogokat jelzi, nem szolgál a cikkben szereplő információk forrásmegjelöléseként.